# Aimable Pélissier
Aimable Jean Jacques Pélissier, född 6 november 1794, död 22 maj 1864, var en fransk militär, markis av Malakoff.
Pélissier blev officer 1815, överste 1842, brigadgeneral 1846, marskalk av Frankrike 1855. Han utmärkte sig under fälttåget i Spanien 1823 och var med vid erövringen av Algeriet 1830, där han sedan tjänstgjorde och utnämndes till guvernör 1845. Han organiserade den första expeditionen mot kabylerna. 
Under Krimkriget blev han i maj månad 1855 överbefälhavare för Orientarmén och intog efter stormningen av Malakov den 8 september 1855 Sevastopol. 
Från 1858 till 1859 var han sändebud i London och 1860 återigen generalguvernör i Algeriet.

## Utmärkelser
- Storkors av Hederslegionen
- Riddare med storkors av Savojens militärorden
- Stora ordensbandet av Nichan Iftikhar
- Médaille militaire
- Första graden av Lejon- och solorden
- Storkors av Leopoldorden
- Sankta Helena medaljen
- Riddare med storkors av Bathorden
- Riddare av Sankt Ludvigsorden
- Meschidie-orden

[Redigera Wikidata]